# Suñiz
Suñiz (llamada oficialmente Santa María de Suñide) es una parroquia y una aldea española del municipio de Samos, en la provincia de Lugo, Galicia.

## Organización territorial
La parroquia está formada por ocho entidades de población, constando siete de ellas en el nomenclátor del Instituto Nacional de Estadística español:

### Entidades de población
Entidades de población que forman parte de la parroquia:
- A Airexe
- Francos
- Guisalle
- Suñide
- Venta de Córneas (Venda de Córneas)
- Vileiriz

### Despoblados
Despoblados que forman parte de la parroquia:
- Outeiro
- Piñeiro

## Demografía

### Parroquia
| Gráfica de evolución demográfica de Suñiz (parroquia) entre 2000 y 2021 |
|                                                                         |
| Datos según el nomenclátor publicado por el INE.                        |

### Aldea
| Gráfica de evolución demográfica de Suñide (aldea) entre 2000 y 2021 |
|                                                                      |
| Datos según el nomenclátor publicado por el INE.                     |